# Transrapid International
Die Transrapid International GmbH & Co. KG war ein Gemeinschaftsunternehmen der Thyssenkrupp AG, der Siemens AG sowie zeitweise der Adtranz GmbH, das von 1998 bis 2008 die Planung und Vermarktung der Magnetschwebebahn Transrapid übernahm.

## Geschichte
Das Unternehmen wurde am 5. Mai 1998 gegründet. Ziel war ein Zusammenschluss der an der Entwicklung des Transrapid beteiligten Firmen, um die Planungen für Strecken über ein gemeinsames Unternehmen zu führen. ThyssenKrupp, Siemens und Adtranz waren zu je einem Drittel an der Gesellschaft beteiligt.
Im Oktober 1998 erfolgte in den Vereinigten Staaten die Gründung des Tochterunternehmens Transrapid International USA, ein Tochterunternehmen, das an den dortigen Streckenplanungen beteiligt war.
Im Oktober 1999 wurde bekannt, dass Adtranz einer Realisierung der Transrapid-Strecke zwischen Hamburg und Berlin keine Chancen einräume und sich aus der Gesellschaft zurückziehen wolle. Im Projekt war Adtranz trotz der Beteiligung an Transrapid International zu einem Drittel nur mit der Fertigung der Wagenkästen und der Innenausstattung beauftragt worden. Im November 2000 wurde zunächst bekannt, dass sich Adtranz nicht an den Planungen für den Transrapid Shanghai beteiligen werde. Kurz darauf bestätigte Transrapid International, dass mit dem Unternehmen Verhandlungen zum Verkauf der Anteile und einem Ausstieg aus dem Konsortium geführt würden.
Nachdem mit der Einstellung des Projekts Transrapid München am 27. März 2008 keine Strecke in Deutschland mehr geplant wurde, vereinbarten ThyssenKrupp und Siemens im Mai 2008, das Büro des Unternehmens in Berlin zu schließen und die 38 Angestellten zurück zu beiden Firmen zu führen. Die Auflösung wurde am 1. Oktober 2008 wirksam. Die Planungen für die offenen Projekte im Ausland wurden in den einzelnen Gesellschaften fortgeführt.